# Aulnay (Vienne)
Aulnay – miejscowość i gmina we Francji, w regionie Nowa Akwitania, w departamencie Vienne.
Według danych na rok 1990 gminę zamieszkiwało 151 osób, a gęstość zaludnienia wynosiła 19 osób/km² (wśród 1467 gmin regionu Poitou-Charentes Aulnay plasuje się na 843. miejscu pod względem liczby ludności, natomiast pod względem powierzchni na miejscu 943.).